# Станчо Ваклинов
Станчо Станчев Ваклинов е български археолог и историк, професор. Почетен гражданин на Велики Преслав.

## Биография
Роден е през 1921 г. в семейството на Рангел Станчев Ваклинов и Мариета Колобра (Ваклинова). Рангел е роден в Цариброд, но в семейната памет е останал спомен, че там те се изселват от Белово, прогонени от поредната вълна потурчвания през 1667 г. Мариета е дъщеря на Жозеф Колобра, който е французин, запратен от съдбата чак в Австроунгарската империя. Нейната майка Ана е унгарка, по баща баронеса Наги. Запознали се на строежа на железопътнала линия за Ниш, където бъдещият тъст бил предприемач, а бъдещият зет един от техническите ръководители. През 1893 г. Жозеф почива в Битоля, където е погребан и Ана Наги-Колобра, заедно с дъщерите Мариета, Анет, Пиерет и Адел се озовават в София. Не може да се разбере кога и как Рангел и Мариета се озовават в Пловдив, заедно с двете си дъщери, по-голямата се казвала Полина, а по-малката Радка. Тук, десетина години след тях се родило последното дете в семейството, което според българската традиция кръстили на дядо му Станчо. Впоследстиве семейството се преселва в София, където Станчо Станчев започва обучението си. От първо до четвърто отделение, после и от първи до трети прогимназиален клас той учил в Трета прогимназия. След това се записва в пълния класически курс на Първа мъжка гимназия, първата в царството, елитно средно училище, където отивали най-способните момчета. От нейния състав определяли кои учители да преподават на царските синове Борис и Кирил. С дипломата си от нея, през 1939 г. той се записва в Софийския университет да изучава специалността Класическа филология, където се дипломира през 1945 г. и и веднага постъпил в казармата в Историческата комисия към Генералния щаб на армията с началник генерал-майор Йордан Венедиков. През 1946 – 1950 г. е асистент в Средновековния отдел на Народния археологически институт с музей, по-късно е младши научен сътрудник. 
От 1963 до 1965 г. Станчо Ваклинов е хоноруван доцент по археология във Великотърновския университет „Св. св. Кирил и Методий“, а от 1966 г. – редовен професор. През 1966 – 1968 година е ректор на Великотърновския университет. От 1978 г. е доктор на историческите науки.

## Научна дейност
През 1946-1947 година Станчо Станчев участва в откриването и проучването на три църкви на левия Бряг на Тича, едната самостоятелно, другата с Иванка Акрабова-Жандова, а третата доразкопава след Стамен Михайлов. През пролетта на следващата 1948 г, проучвал църквата при село Виница, в пролома на река Тича към Върбишкия проход. През същата година заедно с Никола Ангелов открили и проучили гражданска постройка в долината на Бял бряг при Преслав. Пак през лятото на 1948 г в Плиска Станчо Станчев и Стамен Михайлов научили за некропол, разрушаван от добив на камък в кариера при Нови Пазар. През лятото на 1952 г. той провежда разкопки в местността Селище във Велики Преслав. Там попада на развалините на църква с останки от многоцветна украса. Оказва се, че това е манастирски храм с гробнична постройка и в нея останки от аристократически гробове където открива гроба на един от цар симеоновите и цар петровите велможи - чъргубиля (ичиргу боила) Мостич. През първата половина на 50-те г. участва в пространното изследване на Мадарския скален релеф, заедно с неговия учител Веселин Бешевлиев, Борис Геров, Георги Михайлов Тодор Герасимов, Иван Венедиков, Александър Бурмов, Михаил Войнов, арх. Драгомир Джидров. Резулатът от това проучване е излязлата през 1956 г. "Мадарският конник. Проучвания върху надписите и релефа." През следващите години продължава изследванията на столицата Плиска, съсредоточени в зоната на Дворците, където в сградата с големия басейн при Малкия дворец е открита и прочутата розета от Плиска.
През 1962 г. при ремонтни работи в Боянската църква е открит т. нар. Боянски поменик. Първата публикация на поменика е на Станчо Станчев и Магдалина Станчева. 
През 60-те г. е избран за главен ръководител на проучванията на Третата българска столица - Велико Търново.
От средата на 60-те г. той става постоянен ръководител на разкопките на Дворцовия комплекс в Преслав, където проучва дворцовия площад, Западния дворец и връзката между тях.
Четири сезона (1975-1978) подред, заедно с Маргарита Ваклинова и Рашо Рашев посвещава на допроучването на останките от т.нар. Крумов дворец в Плиска.
През 1968 г. Станчо Ваклинов е поканен да чете лекции в Равена, където е разположен Институтът за византийско изкуство към университета в Болоня.
В началото на 70-те години Станчо Ваклинов ускорява работата си върху фундаменталния си труд „Формиране на старобългарската култура“, излязла през 1977 г., където излага своите възгледи, формирани през трите десетилетия интензивната работа върху археологическото наследство на Първото българско царство.
В средата на 70-те г. е поканен от Светлана Плетньова, на проучвания на паметниците по река Дон сродни със старобългарските.

## Памет
На Станчо Ваклинов е наречена улица в квартал „Витоша“ в София (Карта).

## Избрана библиография[2]
- 1955 - Надгробният надпис на чъргубиля Мостич в Преслав. В: Надписът на чърrубиля Мостич. С. 1955, с. 3-42.
- 1956 - Реалиите върху релефа на Мадарския конник. В: Мадарският конник. Проучвания върху надписите и релефа. С., 1956, с. 181-233.
- 1958 - Некрополът до Нови Пазар (съавт. Ст. Иванов). С., 121 с.
- 1961 - Hашите прадеди - славяните. С., 104 с.
- 1963 - Боянският поменик (съавт. М. Станчева). С., 1963, 122 с.
- 1966 - Велики Преслав. Исторически очерк. С. 1966, 92 с.
- 1966 - Мадара, Плиска и Преслав. С., 1966, 60 с.
- 1973 - Археология. Общ курс. Ч I, Праистория и Античност. С. 1973, 368 с.
- 1977 - Формиране на старобългарската култура VI-XI век, София 1977, 294 с.
- 1981 - Кладенци. Ранносредновековно българско селище. С. 1981 (съавт. Ст. Станилов), 87 с.
- 1983 - Съкровището от Над Сент Миклош. С. 1983 (съавт. М. Ваклинова), 86 с.